# VI Korpus Armijny (III Rzesza)
VI Korpus Armijny – jeden z niemieckich korpusów piechoty, uczestniczył w agresji na Polskę i Francję oraz ataku na Związek Radziecki. 
Sformowany w 1921 roku. Brał udział w ataku na Polskę. Następnie uczestniczył w 1940 roku w inwazji na Francję i w 1941 roku agresji na ZSRR, na terenie którego walczył do 1944 roku. W tym czasie wchodził w skład 3 Armii Pancernej. Podczas Operacji Bagration prowadzonej przez Armię Czerwoną od 22 czerwca 1944, VI Korpus Armijny został rozbity w rejonie Witebska przez oddziały 5 i 39 Armii.  W 1945 roku w Prusach Wschodnich żołnierze korpusu oddali się do niewoli Armii Czerwonej.

## Dowódcy korpusu
- gen. Günther von Kluge - 24.11.1938
- gen. Otto-Wilhelm Förster 24.11.1938 - 31.12.1941
- gen. Bruno Bieler 1.01.1942 - 31.10.1942
- gen. Hans Jordan 1.11.1942 - 20.05.1944
- gen. Georg Pfeiffer 20.05.1944 - 28.06.1944
- gen. Helmuth Weidling 28.06.1944 - 11.08.1944
- gen. Horst Großmann 11.08.1944 - styczeń 1945
- gen. por. Ralph Graf von Oriola styczeń 1945
- gen. Horst Großmann od stycznia 1945 - do kapitulacji[4]

## Struktura organizacyjna
Skład w czerwcu 1944:
- 197 Dywizja Piechoty
- 256 Dywizja Piechoty
- 299 Dywizja Piechoty